# سينما موريتانية
سينما موريتانية لا تزال السينما في موريتانيا مقلة في إنتاجها رغم ماشهدته في بداية السبعينات من محاولات جادة لإرساء سينما ذات هوية وطنية غير ان قلة المتخصصين وشح الإنتاج حال دون استمرار التجربة التي لأرسى دعائمها السنمائي الموريتاني الراحل همام فال.

## الجيل الأول

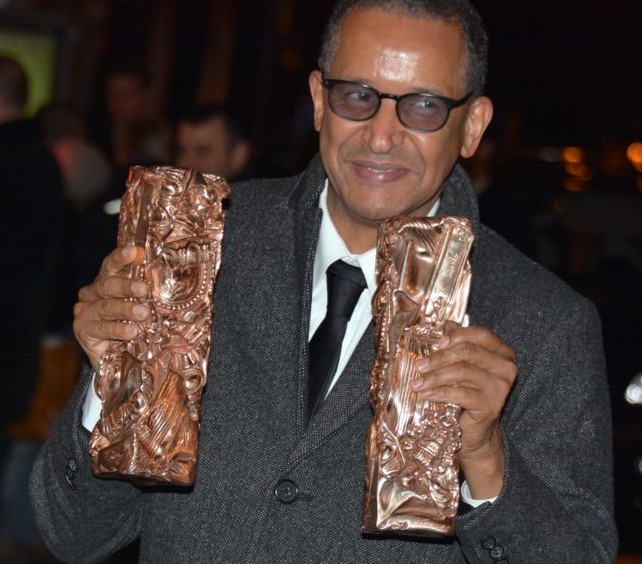
عبد الرحمن سيساغو

بعد مرحلة التأسيس جاء جيل من الشباب الموريتانيين، وذهبوا لدراسة السينما في الخارج مثل محمد هندو، وسوخنا وعبد الرحمن سيساغو، وعبد العزيز أحمد محمد الحسن ولكن هذا الجيل لم يعد إلى بلده نتيجة ظروف سياسية واقتصادية، ونظرا لما يتطلبه الإنتاج السينمائي من مؤسسات عملاقة.

### محمد هندو وسوخنا
فبقي محمد هندو في باريس أخرج عددا من الأفلام السينمائية، وعمل مدبلجا لصوت الممثل الأميريكي المشهور «أدي ميرفي»، وأخرج سوخنا فيلمه المشهور «الجنسية المهاجرة».

### عبد الرحمن سيساقو
وفي نهاية ظهور هذا الجيل ظهر شاب جديد هو عبد الرحمن سيساقو، ذهب مع زملائه إلى روسيا، حين كانت روسيا في أوج ازدهارها قبل أنتهاء الحرب الباردة، ولكنه عندما تخرج لم يعد إلى موريتانياكغيره؛ واستقر في فرنسا، وأسس مؤسسة «شنقيط فيلم»، وبدأ ينتج أفلامه لنفسه، ويعد من أشهر السنمائيين الموريتانيين وله مشاركات دولية عديدة ومبدعة.

### عبد العزيز أحمد محمد الحسن
اما عبد العزيز أحمد محمد الحسن والذي يعتبر من أهم مؤسسي الحركة السنمائية والمسرحية في موريتانيا فقد اتجه إلى الإنتاج الاعلامي والتلفزيوني إلى جانب الافلام الوثائقية وهو يعيش الآن في الخليج العربي

## دار السينمائيين الموريتانيين
وقد تاسست حديثا دار السينمائيين الموريتانيين بجهود شباب مجنهدين من أبرزهم الفنان المبدع عبد الرحمن أحمد سالم (أحمدطوطو) وهم يسعون إلى تأسيس سنما مورتانية حقيقة رغم ضعف الإمكانيات ووسائل الإنتاج المتطورة إلا أن الجهود التي يقوم بها عبد الرحمن أحمد سالم ونشاطاته الدولية هي أهم مأقدم للسنما الموريتانية كاتأسيس داخل البلد حتى الآن.

## أهم السنمائيين الموريتانيين
من أهم الشخصيات السنمائية الموريتانية:
- همام فال
- محمد هندو
- سوخنا
- عبد الرحمن سيساغو
- عبد الرحمن أحمد سالم (أحمد طوطو)
- عبد العزيز أحمد محمد الحسن (عزيز)
- كريم ولد أحمد بابا مسكه
- الشيخ فال
- محمد ولد إدومو
- محمد سالم دندو

## وصلات خارجية
- السينما الموريتانية: مخرجون عالميون وإنتاج متواضع

1. ↑  "كافيه شو - الناجي سيدي ...السينما الموريتانية في أصعب مراحلها". مونت كارلو الدولية / MCD. 15 يناير 2022. اطلع عليه بتاريخ 2024-05-25.
2. ↑  "السينما في موريتانيا.. تجارب عصامية وصلت إلى "كان" ونتفليكس | Maghrebvoices". www.maghrebvoices.com. اطلع عليه بتاريخ 2024-05-25.